# گبتالی
گبتالی (به لاتین: Gabtali) یک منطقهٔ مسکونی در بنگلادش است که در ناحیه بوگرا واقع شده‌است. گبتالی ۲۳۹٫۶۱ کیلومتر مربع مساحت و ۳۱۹٬۵۸۸ نفر جمعیت دارد.